# The Romantic Adventures of a Milkmaid
The Romantic Adventures of a Milkmaid is een verhaal uit 1883 van de Engelse schrijver Thomas Hardy. Het is ingedeeld in 17 hoofdstukken. Gezien de lengte van deze vertelling heeft zich de vraag voorgedaan of het hier gaat om een kort verhaal of een novelle. Beide genres kennen bepaalde, soms ruim omschreven, criteria wat betreft omvang en opbouw van de plot. Een novelle telt een aantal woorden van gemiddeld 30.000. Dit verhaal van Hardy telt er 56.000, zodat er, mede gezien de uitgebreide intrige, sprake kan zijn van een korte roman.
Het verschil in interpretatie blijkt ook uit de publicatiegeschiedenis. Veel verhalen werden destijds in eerste instantie gepubliceerd in (literaire) tijdschriften alvorens zij in boekvorm werden uitgegeven. Het Britse blad The Graphic drukte het verhaal in zijn geheel af in de editie van 25 juni 1883, inclusief vier paginagrote illustraties van de hand van C.S. Reinhart. Het Amerikaanse weekblad Harper's Weekly verdeelde de tekst over zeven achtereenvolgende afleveringen, lopend van 23 juni tot 4 augustus 1883, met drie illustraties van Reinhart. Het verhaal werd als laatste in de serie opgenomen in de verhalenbundel A Changed Man and Other Tales, die in 1913 werd uitgebracht in Groot-Brittannië en de Verenigde Staten. Een manuscript bevindt zich sinds 1912 in het bezit van de Pierpont Morgan Library.
Het verhaal speelt zich af in de jaren 1840. De locatie is zoals gebruikelijk gelegen in Hardy's fictieve graafschap Wessex, dit keer in een landelijke omgeving in de buurt van Exonbury, dat staat voor het in Devon gelegen Exeter.

## Het verhaal
Margery Tucker is de aantrekkelijke maar ook vrij eigenzinnige dochter van een wat nors overkomende zuivelboer. Zij is min of meer voorbestemd voor een huwelijk met Jim Hayward. Deze jongeman is kalkbrander en runt samen met zijn oudere neef, de weduwnaar Richard Vine, bij wie hij ook in huis woont, een kalkoven. Als Margery op een dag op de terugweg is van een bezoek aan haar grootmoeder besluit zij de lange route wat af te snijden door het terrein te betreden van een landhuis waarvan zijn meent te weten dat het op dat moment niet bewoond is. Een geluid trekt echter haar aandacht en zij merkt op dat er een man in het prieel zit. Zij verbergt zich daarachter om niet betrapt te worden als indringer en wacht zijn vertrek af. Als dat lang blijkt te duren neemt zij toch een kijkje en ziet een kennelijk zeer mismoedige en wanhopige man op een bankje zitten. Als hij haar opmerkt ziet ze dat hij snel iets in zijn zak steekt waarvan zij vermoedt dat het een pistool is. De twee raken in gesprek en hij houdt haar aan de praat. Dan komt de postbode met een brief waar hij kennelijk zeer van opknapt en hij spreekt zijn grote dankbaarheid tegen haar uit voor haar aanwezigheid juist op dat moment. Hij biedt haar daarop aan haar te belonen met een geschenk of een dienst. Zij kan niets bedenken en hij vraagt haar erover na te denken tot hij 's avonds langs haar huis komt. Ook vraagt hij haar vooral geheim te houden wat zij heeft gezien. Zij vervolgt haar weg en ontmoet op haar pad de postbode. Van hem verneemt ze de naam die op zijn post stond vermeld: Baron Von Xanten.
Als de man die avond enigszins verlaat en wat verward langskomt herinnert ze hem aan zijn toezegging en geeft aan dat ze graag naar een bal wil in Exonbury, omdat zij zoiets nog nooit heeft meegemaakt. Hij gaat hier wat verbaasd mee akkoord en vraagt of ze dansen kan. Dat kan ze, maar vooral boerendansen. Als ze verder opmerkt dat ze eigenlijk niemand weet om haar te vergezellen, zegt hij toe dat hij dat dan zelf zal doen. Bij een volgende ontmoeting vertelt hij haar over de nieuwe dans die Europa op dat moment verovert, de polka, en hij leert haar de bijbehorende bewegingen, die zij vlot overneemt. Ook stelt hij voor niet naar het bal in Exonbury te gaan, maar naar een chiquer bal in een aangrenzend graafschap, waar niemand hen kent. Onder het voorwendsel dat zij naar haar grootmoeder gaat, vertrekt ze voor een ontmoeting met de baron. Deze voorziet haar van een prachtige baljurk en alles wat daar bij hoort en zij bezoeken na een lange reis per koets een bal in een schitterend landhuis van een kennelijk adellijke familie, waar zij zeer onder de indruk raakt van de rijkdommen en de schoonheid.
Pas na hun terugkeer de volgende ochtend vertelt zij, tot verbazing van de baron, dat zij een vriend heeft en zij vertelt hem wie hij is. Ze brengt de dag door bij haar grootmoeder en op weg naar huis wordt zij opgehaald door Jim. Hij vertelt haar dat hij een volledig partnerschap heeft gekregen in het bedrijf van zijn neef, wat een van haar voorwaarden was om met een huwelijk in te stemmen. Hij kan nu een huisje zoeken en het inrichten met het beste meubilair zoals zij het wenst. De ambitieuze Margery heeft het na haar recente ervaringen echter nog wat hoger in de bol gekregen, en spreekt van dure tafels, spiegels, schilderijen, porseleinen en vergulde theeserviezen en kandelaars. De dag daarop krijgt Jim een bestelling van de baron die hij zelf aflevert. Zij gaan in gesprek en Jim neemt de man al gauw in vertrouwen. De baron, ervan overtuigd dat hij iets tastbaarders moet schenken dan alleen een bezoek aan een bal, laat al deze spullen bij Jim thuis bezorgen. Margery is onder de indruk en, mede onder druk van haar vader, zegt zij toe later die maand een datum voor het huwelijk te noemen.
De voorbereidingen voor de trouwerij zijn in volle gang, maar Margery kan er niet blij van worden. Als op een dag een briefje komt van een gedeprimeerde baron X dat hij haar nodig heeft, kan zij, geheel onder de invloed van de man, niet weigeren en gaat naar hem toe. Als hij verneemt dat juist dit haar trouwdag is, brengt hij haar in allerijl naar huis, maar het kwaad is al geschied. Haar vader en Jim zijn des duivels omdat ze hen en alle andere genodigden voor gek heeft laten staan in de kerk. Margery pakt wat spullen en ontsnapt naar haar grootmoeder. Jim komt er door een toevallige omstandigheid achter dat Margery ooit met de baron een bal heeft bezocht; Margery verneemt dat de baron ernstig ziek te bed ligt. Op den duur ontvangt zij weer een briefje van de baron: hij vraagt haar die avond bij hem te komen omdat hij zijn einde voelt naderen en zegt dat zij zich moet voorbereiden op een plechtigheid. Haar hart springt op omdat zij vermoedt dat de baron op zijn sterfbed met haar wil trouwen, een idee dat versterkt wordt als zij behalve een arts ook een dominee en een notaris in het landhuis aantreft. Dan wordt echter Jim tevoorschijn getoverd en omdat zij nu voor het blok staat en ze de baron niets kan weigeren stemt ze toe in een huwelijk, maar wel onder twee voorwaarden: zij hoeft niet bij Jim te gaan wonen en het huwelijk moet geheim blijven. Aldus geschiedt.
Na verloop van tijd herstelt de baron genoeg om vervoerd te mogen worden en hij wordt naar de kustplaats Idmouth (Sidmouth, Devon) gebracht, waar zijn jacht ligt en vanwaar hij wegvaart, richting Algiers.
Maanden verstrijken en Margery maakt kennis met de mooie jonge weduwe Mrs. Peach, die er door influistering van haar vader, tuinman op het landhuis die een en ander gezien en gehoord heeft, van overtuigd is dat Margery de weduwe is van de baron en die bij haar in de gunst wil komen als mogelijke gezelschapsdame. Mrs. Peach vertrouwt haar toe dat ze een relatie heeft met een knappe jonge zakenman, partner in een kalkovenbedrijf, die bovendien pas is toegetreden tot de Yeomanry, een vrijwilligerskorps waarvan de leden zulke mooie uniformen dragen dat het een lust is om te zien. Margery's belangstelling is gewekt, onwetend van het feit dat deze hele zaak een opzetje is van Jim om haar jaloezie te wekken. Een opzetje waar Mrs. Peach trouwens ook niet van op de hoogte is. De bedoeling is dat een climax wordt bereikt tijdens een grote parade waarbij de nieuwe leden van de Yeomanry worden geïnstalleerd.
De plot ontwikkelt zich hierop heel snel en op typisch Hardiaanse en dus soms onverwachte en verrassende wijze. De baron blijkt (uiteraard) helemaal niet dood, maar maakt springlevend zijn herintrede. Er volgen enkele wilde achtervolgingen, waarbij het soms de vraag is wat de op zich nobel lijkende doelstellingen van de baron zijn. Hoe het ook zij, Margery wordt ten slotte afgeleverd in het huis van Jim, het huwelijk wordt geconsummeerd, er komt een baby, maar de herinneringen blijven zich opdringen en de invloed van de baron op hun beider leven blijft in stand.